# Бенжереп 2-й
Бенжере́п 2-й (рос. Бенжереп 2-й) — село у складі Новокузнецького району Кемеровської області, Росія. Входить до складу Кузедеєвського сільського поселення.

## Населення
Населення — 172 особи (2010; 190 у 2002).
Національний склад (станом на 2002 рік):
- росіяни — 98 %